# Burebista
Burebista († 44 př. n. l.) byl první král Dácie a sjednotitel dáckých a getských kmenů. Během své vlády vedl řadu tažení, při nichž porazil Kelty na západě, podrobil si sousední řecké obce na březích Černého moře a ohrožoval Římany na Balkáně. Původně sídlil v opevněném hradišti Argedava, později vybudoval svoji rezidenci v královské Sarmizegetuse, nacházející se v Orăștijských horách. Po jeho zavraždění šlechtou se dácké království rozpadlo do několika menších politických celků.